# Medal Amerykańskiej Służby Obronnej
Medal Amerykańskiej Służby Obronnej (ang. American Defense Service Medal) – amerykańskie odznaczenie wojskowe ustanowione 28 czerwca 1941 roku przez prezydenta Franklina D. Roosevelta.
Było ono przyznawane każdemu członkowi Sił Zbrojnych Stanów Zjednoczonych, który służył w początkowym okresie II wojny światowej, przed przystąpieniem do niej Stanów Zjednoczonych.

## Historia
Medal były nadawany żołnierzom, którzy pełnili czynną służbę pomiędzy ogłoszeniem przez prezydenta Franklina D. Roosevelta ograniczonego stanu nadzwyczajnego 8 września 1939 roku, a atakiem na Pearl Harbor 7 grudnia 1941 roku. Członkowie Armii Stanów Zjednoczonych, w tym żołnierze Rezerwy Armii i Gwardii Narodowej, otrzymywali ten medal za dowolny okres służby w wyznaczonym zakresie czasowym, pod warunkiem, że otrzymali powołanie do pełnienia czynnej służby przez okres dwunastu miesięcy lub dłużej. Marynarka Wojenna Stanów Zjednoczonych wykluczyła z możliwości otrzymania medalu rezerwistów, którzy pełnili czynną służbę krócej niż dziesięć dni w wyznaczonym zakresie czasowym, ale poza tym Marynarka Wojenna, Korpus Piechoty Morskiej Stanów Zjednoczonych i Straż Przybrzeżna Stanów Zjednoczonych przyznały medal całemu swojemu personelowi, który znajdował się w czynnej służbie w dowolnym momencie w wyznaczonym zakresie czasowym, zarówno żołnierzom zawodowym jak i rezerwistom, pod warunkiem, że przeszli wstępne badania fizyczne, tak jak w przypadku rezerwistów wezwanych z powrotem do przedłużonej czynnej służby przed atakiem na Pearl Harbor 7 grudnia 1941 roku lub rekrutów i uczniów szkół oficerskich, którzy wstąpili do Marynarki Wojennej lub Korpusu Piechoty Morskiej w tym samym okresie.

## Opis
Medal wykonany z brązu ma szerokość 32 mm. Awers przedstawia grecką boginię stojącą z głową zwróconą w lewo, uzbrojoną w miecz i tarczę. Postać stoi na gałęzi dębu z czterema dużymi liśćmi. Na górze medalu umieszczono łukowaty napis AMERICAN DEFENSE. Na rewersie znajduje się tekst: FOR SERVICE DURING THE LIMITED EMERGENCY PROCLAIMED BY THE PRESIDENT ON SEPTEMBER 8, 1939 OR DURING THE UNLIMITED EMERGENCY PROCLAIMED BY THE PRESIDENT ON MAY 27, 1941, a pod nimi siedmiolistna gałązka laurowa.
Wstążka medalu ma szerokość 35 mm i jest w przeważającej większości złota. W odległości 4,8 mm od obu krawędzi wstążki znajdują się potrójne paski o szerokości 3,2 mm złożone z kolorów: niebieskiego, białego oraz czerwonego. Złoto symbolizuje wartość służby narodowi, zaś pozostałe kolory amerykańskie barwy narodowe.